# Karel Willem Dammerman
Karel Willem Dammerman (Arnhem, 4 juli 1885 - Voorburg, 19 november 1951) was een veelzijdig Nederlands dierkundige en vooral entomoloog. Hij begon in 1910 met onderzoek aan insecten in Nederlands-Indië en was tusen 1932 en 1939 directeur van het Zoölogisch Museum te  Buitenzorg.

## Biografie
Dammerman studeerde biologie aan de Rijksuniversiteit Utrecht. Hij deed promotie-onderzoek aan de zwemblaas van vissen onder de leiding van prof. Jan Boeke en promoveerde in 1910 cum laude te Utrecht op een dissertatie getiteld Der Saccus vasculosus der Fische, ein Tiefeorgan met de hoogleraar Ambrosius Hubrecht als promotor. 
In november 1910 vertrok Dammerman naar het toenmalige Nederlands-Indië, waar hij te Buitenzorg (het huidige Bogor) als entomoloog werkzaam was. Hij maakte daar vooral studie van soorten insecten die schadelijk voor de landbouw waren zoals rijstboorders uit de insectenfamilie van de grasmotten (Crambidae).
In 1919 werd Dammerman benoemd tot conservator aan het Zoölogisch Museum te Buitenzorg en vanaf 1932 tot zijn pensionering in 1939 was hij directeur. 
Hij oraniseerde diverse wetenschappelijke expedities door de Indische Archipel en nam zelf deel aan onder andere expedities naar het vulkaaneiland Krakatau en naar het eiland Sumba. Hij werd in 1935 corresponderend lid van de Koninklijke Nederlandse Akademie van Wetenschappen, (KNAW).
In 1939 keerde hij terug naar Nederland. Hij was betrokken bij dierkundig onderzoek in de Noordoostpolder. Van 1947 tot 1951 was hij voorzitter van de Nederlandse Entomologische Vereniging. Hij ontving vele binnen- en buitenlandse onderscheidingen. 

## Nalatenschap
Dammerman publiceerde een groot aantal artikelen vooral over insecten die schade veroorzaakte aan de (tropische) landbouw. Hij is de auteur van een nieuw soort termiet Neotermes tectonae, die schadelijk is voor de teelt van teakhout. Een door hem verzamelde vogelsoort, de soembadwerghoningeter, werd door zijn collega Hendrik Cornelis Siebers naar hem genoemd (Myzomela dammermanni).
- Author citation (botany): Damm.
- Biografisch Portaal: 05033990
- CiNii: DA0978662X
- Digitale Bibliotheek voor de Nederlandse Letteren: damm014
- Gemeinsame Normdatei: 104220294X
- International Standard Name Identifier: 0000 0004 5420 069X
- Library of Congress Control Number: nr97010672
- Bibliotheek van het Japanse parlement: 00549789
- Nederlandse Thesaurus van Auteursnamen: 100940897
- Réseau des bibliothèques de Suisse occidentale: 02-A012712358
- Virtual International Authority File: 129145068568666631397
- WorldCat: E39PBJtrRHVPH7HCBd4T3bwQv3